# Luka Mkheidze
Luka Mkheidze, né le 5 janvier 1996 à Tbilissi, en Géorgie, est un judoka français évoluant dans la catégorie des moins de 60 kg. Médaillé de bronze en individuel aux Jeux de Tokyo 2020, il devient vice-champion olympique dans sa catégorie et champion olympique par équipes mixtes aux Jeux de Paris 2024. 

## Biographie
Champion de Géorgie benjamin, Luka Mkheidze doit fuir son pays avec sa famille en 2008, à l’âge de 12 ans, après la deuxième guerre d’Ossétie du Sud. Après huit mois passés en Pologne, il arrive en région parisienne en 2010 avec le statut de réfugié politique. Au sein de l'armée française, il est soldat de 1re classe.

## Carrière sportive
Luka Mkheidze est champion de France juniors en 2014.
En 2018, il est battu au troisième tour des championnats du monde par le Russe Robert Mshvidobadze.
Il se classe troisième des grands chelems de Budapest, en 2020, et de Tachkent, en 2021.
En 2021, il atteint la finale des championnats d'Europe dans la catégorie des moins de 60 kg, où il est battu par l'Espagnol Francisco Garrigós, puis remporte la médaille de bronze aux Jeux olympiques de Tokyo dans la même catégorie, en s'imposant contre le Coréen Kim Won-jin au golden score ; il est la première médaille française de ces jeux.
Mkheidze remporte en 2023 deux tournois du Grand Chelem, à Tel Aviv et Antalya.
Licencié au club de Sucy judo, il quitte ce club en septembre 2023 et rejoint le Paris Saint-Germain.
Il remporte aux Championnats d'Europe de judo 2023 à Montpellier la médaille d'or dans la catégorie des moins de 60 kg. Trois semaines après cette compétition, la Fédération française de judo annonce la sélection de Mkheidze pour les Jeux olympiques de 2024 disputés à Paris.
Il gagne en février 2024 le Grand Chelem de Paris puis est finaliste du Grand Chelem de Bakou et de celui d'Antalya. Le 27 juillet 2024 à l'Arena Champ-de-Mars à Paris, il est dispensé de premier tour des moins de 60 kg des Jeux olympiques en tant que tête de série. Il domine en huitièmes de finale après deux waza-ari le Mongol Enkhtaivany Ariunbold puis en quart de finale le sud-coréen Kim Won-jin. Vainqueur du Turc Salih Yıldız sur waza-ari durant le golden score, il atteint la finale. Lors de celle-ci, il domine tout d'abord aux pénalités Yeldos Smetov avant de subir un waza-ari de la part du Kazakh qui lui offre la victoire. Le Français est donc médaillé d'argent.
En février 2025, Mkheidze figure dans la sélection française annoncée en vue des championnats d'Europe et des championnats du monde. Le mois suivant, il reprend la compétition lors du Grand Chelem de Tbilissi qu'il remporte. Le 23 avril, il est médaillé de bronze aux championnats d'Europe. Le 13 juin, il est éliminé en huitièmes de finale des championnats du monde.

## Palmarès

### Compétitions internationales
| Année | Compétition           | Lieu        | Résultat | Catégorie      |
| ----- | --------------------- | ----------- | -------- | -------------- |
| 2021  | Championnats d'Europe | Lisbonne    | 2e       | Moins de 60 kg |
| 2021  | Jeux olympiques       | Tokyo       | 3e       | Moins de 60 kg |
| 2023  | Championnats d'Europe | Montpellier | 1er      | Moins de 60 kg |
| 2024  | Jeux olympiques       | Paris       | 2e       | Moins de 60 kg |
| 2024  | Jeux olympiques       | Paris       | 1er      | Par équipes    |
| 2025  | Championnats d'Europe | Pogdorica   | 3e       | Moins de 60 kg |

| Année | Compétition  | Lieu      | Résultat | Catégorie      |
| ----- | ------------ | --------- | -------- | -------------- |
| 2018  | Grand Prix   | Cancún    | 2e       | Moins de 60 kg |
| 2020  | Grand Chelem | Budapest  | 3e       | Moins de 60 kg |
| 2021  | Grand Chelem | Tachkent  | 3e       | Moins de 60 kg |
| 2022  | Grand Chelem | Paris     | 3e       | Moins de 60 kg |
| 2023  | Grand Chelem | Tel Aviv  | 1er      | Moins de 60 kg |
| 2023  | Grand Prix   | Almada    | 3e       | Moins de 60 kg |
| 2023  | Grand Chelem | Antalya   | 1er      | Moins de 60 kg |
| 2023  | Grand Prix   | Douchanbé | 3e       | Moins de 60 kg |
| 2024  | Grand Chelem | Paris     | 1er      | Moins de 60 kg |
| 2024  | Grand Chelem | Bakou     | 2e       | Moins de 60 kg |
| 2024  | Grand Chelem | Antalya   | 2e       | Moins de 60 kg |
| 2025  | Grand Chelem | Tbilissi  | 1er      | Moins de 60 kg |

## Distinctions

### Décorations
- Chevalier de la Légion d'honneur (décret du 23 septembre 2024)[21]

- Chevalier de l'ordre national du Mérite (décret du 8 septembre 2021)[22]